# 小龍女
小龍女是金庸小說《神鵰俠侶》的女主角，古墓派第三代掌門人，活死人墓的主人，楊過的師父兼妻子，李莫愁的師妹，林朝英的徒孫，金庸筆下廣受讀者喜愛的女主角之一。為金庸小說中武功絕頂的高手之一。
小龍女容貌上美若天仙、冰肌玉骨，明艷絕倫、清若姑射仙子，性格上自幼受禁慾教育，冷若冰霜，七情六慾甚淡，不似楊過的多愁善感；武功上輕靈飄逸，於婀娜嫵媚中擊敵制勝，她外表至真至純，毫無機心，一心愛慕楊過。
她是楊過的師父，與楊過互生情愫，但因師生戀不容於世，因此多次離合，在第三次重聚後，與楊過在全真教總增壇重陽宮成親，成為其妻子。後與楊過義助郭靖，大戰金輪法王。與楊過之間四離四合，生死相隨，為救楊過性命，縱身跳下斷腸崖，在谷底生活十六年。十六年後與楊過義助郭靖、黃蓉守衛襄陽，成為揚名天下的「神鵰俠侶」。第三次華山論劍後，與楊過歸隱江湖。

## 傳述
「潔白似雪，疏淡清致」「標格奇異，壓倒群芳」，正是小龍女的寫照。
小龍女出生於南宋時期，是古墓派的第三代掌門人，為林朝英的徒孫，「赤練仙子」李莫愁的師妹，但早已決裂。面貌清麗絕俗，武功高強，身懷上乘的輕功，乃當今武林絕藝。
幼时被抛弃在重阳宫前，因为是女孩之故而被林朝英的丫鬟带走。於活死人墓中長大，由林朝英的丫鬟傳授武功。十八歲時，破戒收了古墓派第一位男弟子即小說男主角楊過，並傳授武功，同住在古墓之中。
她成年之前，長居於終南山活死人墓，受禁慾教育不苟言笑，自小修習「十二多、十二少」的養生要訣，無思無慮，無喜無樂，對世俗禮法一竅不通。楊過入派後，二人相處日久，情愫暗生，這要訣逐漸無法信守。古墓派掌門必須立誓，終身不得踏出墓門，除非有不知此門規的男人願意為她而死，則可下山。李莫愁侵襲時，二人命懸一線，多次在生死間徘迴，小龍女放下斷龍石同歸於盡，因此得知楊過願為自己而死的真情。
喜愛塵世的楊過與淡漠的小龍女，原本二人性格差異極大，導致經歷許多誤會，主動出走，讓楊過大江南北的尋她。加上郭靖、黃蓉、郭芙一家、全真教趙志敬和甄志丙（舊版為尹志平）師兄弟、絕情谷公孫止和裘千尺夫婦、師姐李莫愁等人從中作梗、以禮法阻攔、挑撥、破壞、傷害等行為，使他們難以走在一起。甄志丙乘小龍女被精神失常的「西毒」歐陽鋒點中穴道，侵犯得逞，使小龍女誤以為是楊過與自己發生關係。小龍女及後向楊過傾訴時，楊過不知其事，茫然以對，使她以為楊過始亂終棄（楊過一來不知其事，二來此時未確認自己對小龍女乃超越師徒的愛戀）。後來小龍女知道真相，陷入失貞的罪疚感中，並一路追殺甄志丙。後來甄志丙為了贖罪以及讓楊龍二人全身而退，自己撲向眾道士的長劍，自盡身亡。小龍女感於甄志丙的悔恨，以及以死相護自己及楊過，加上此事無可挽回，而楊過亦不認為有損小龍女貞節，故於甄志丙死前原諒他。
小龍女對自己已非「清白之軀」一直耿耿於懷，但楊過從未嫌棄過她，為了安心，二人最終在「中神通」王重陽畫像前拜堂成親。因為楊過現身重陽宮，小龍女因此失神，被金輪國師(前版稱金輪法王)及全真五子前後夾擊，身受重傷，在療傷時被李莫愁五毒神掌毒害，又被郭芙誤射冰魄銀針，導致無藥可救，楊過雖有斷腸草可解毒，但不願獨活，小龍女不欲拖累夫君，而於絕情谷中跳崖自盡，遺下「十六年後，在此重會。夫妻情深，勿失信約。」十六字在崖上。怎料在谷底是一處寒潭，小龍女因而生還，還遇見當年飼養的玉蜂，與谷底湖水的白魚一齊食用，再於寒潭中以寒玉床的運功心法療毒，漸漸將臟腑中的毒素袪除。十六年後楊過赴約，因小龍女遲未出現，認定她已不在人世，傷心欲絕，不願獨活，自斷腸崖一躍而下卻落入寒潭，不但未死，還意外於絕情谷底與小龍女重逢。
雖已過十六年，但因為在谷下無牽無掛，只以養蜂、捉魚等為活，過着簡撲的生活，清心寡慾，反而保持着年輕的外貌，看上去反而比楊過年輕。不過因為多年未與人言，所以口齒不流利，與楊過交談後才慢慢恢復。十六年間曾向外間求救，卻只能在玉蜂的一對翅膀上各刺上「我在絕」、「情谷底」。但被周伯通捕到玉蜂後卻無法理解當中意思，即使後來黃蓉想到有人在絕情谷底，卻不知該人是小龍女；楊過每年到絕情谷也見到玉蜂，卻沒有捉來查看過，故此一困就十六年。本來已對離開不抱希望，怎料與楊過重逢。之後因為黃蓉一行留下的繩索而雙雙得救，並跟隨楊過走出谷底。本擬就此隱居，但楊過得知襄陽被蒙古圍困，便與夫君一同前往救援。在楊過摧敗金輪法王、飛石擊死蒙哥後，跟隨他與黃藥師、周伯通、郭靖等一行人參與第三次「華山論劍」。之後便與楊過一起隱居終南山古墓中，不再於江湖上出現。
《倚天屠龍記》中疑似楊過與小龍女的後人，詳見黃衫女子。

## 武功
玉蜂针
乃是细如毛发的金针，六成黄金、四成精钢，以玉蜂尾刺上毒液沾过，虽然细小，但因黄金沉重，掷出时仍可及远。中毒後奇癢無比，其解藥為玉蜂採集而成的蜜而做成的玉蜂漿。
冰魄銀針
古墓派的獨門暗器，針上劇毒威力非常，李莫愁曾憑此威震江湖。小說中，小龍女隨身帶備解藥，但從未使用這門暗器。
美女拳法
拳法每一招都是模拟一位古代美女，将千百年来美女变幻莫测的神韵仪态化入其中，施展出来或步步生莲，或依依如柳，於婀娜妩媚中击敌制胜。
玉女剑法
剑招凌厉，而且讲究丰神脱俗，姿式娴雅，飘身而进，姿态飘飘若仙。練習時必須用無開刃開鋒之鈍劍。
白綢金铃索法
以金铃索施展，招式精妙，变幻莫测，以攻敌穴道为主，配合金铃音律，索式夭矫似灵蛇，圆转如意。
天羅地網式
古墓派入門輕功，身法飄逸靈動。練習到一定階段可以以繩為床。
天羅地網掌掌法
古墓派掌法，以擒拿、捕捉為主。也是小龍女以捕捉麻雀的方式來作為傳授天羅地網式與掌法，也是小龍女傳授給楊過的第一套古墓派武功
九陰真經
射鵰三部曲兩大絕學之一（另一絕學為九陽神功），於王重陽留在古墓派的棺蓋上習得，王重陽以其作為破解玉女心經的獨門絕學（只看不練）。
周伯通、郭靖、黃蓉等人先後習得全篇而成超越舊五絕的高手，後來由楊過、小龍女夫婦共同習得一部分，並將全篇傳授予後人。
玉女心經
其為古墓派絕學心法，需有兩人裸體排除熱氣，共修相輔相成，否則易走火入魔，林朝英修煉該武功是與丫鬟共修，而小龍女則是與楊過共同修煉。《神雕侠侣》中讲述，玉女心经是由当年古墓派祖师林朝英独居古墓时创下。
與其他武學內功作用大異，修練越高，力氣不變，但身法卻更加迅速敏捷。
林朝英撰述玉女心经，虽是要克制全真派武功以及九陰真經，但因其对王重阳始终情意不减，所以撰述到最后一章玉女素心剑之时，林朝英幻想终有一日能与意中人并肩击敌，因之玉女心经的最后这一章的武术特别地有转喻之意。
玉女素心剑法
玉女心经最後一章的武功，此剑法原须男子使「全真剑法」，女子使「玉女剑法」，威力無窮。小龍女向老頑童周伯通習得左右互搏功夫，於是雙手齊使，一手使玉女劍法，一手使全真劍法，即成玉女素心劍法，力道不如二人同使，身法卻更加迅捷，最終以此無上劍法打敗金輪國師。
左右互搏
小龍女以飼養玉蜂的招式向周伯通的左右互搏交換習得，並以此施展出玉女素心劍法。

## 原型
楊妙真
楊妙真，紅襖軍首領楊安兒之妹，號“四娘子”。楊妙真在軍中被稱為聖女，被軍中戰士稱為“姑姑”，且勇敢善戰，長於騎射，創立楊家槍，忠肝義膽，又是和《神鵰俠侶》發生在一個歷史背景下，參與抗金起義，守衛國門。此金庸小說中之人物原型。
查傳詩
“小龍女”一名曾是屬於金庸的大女兒查傳詩，金庸以“小聾女”稱呼她。查傳詩5歲時，文化大革命也波及香港。金庸帶著妻子兒女到新加坡暫避奔波中，查傳詩著涼高燒不退，一家小醫院醫生給她打了一針慶大霉素，導致雙耳失聰。
查傳訥
查傳訥是金庸最疼愛的小女兒，1963年出生。金庸現有的三個兒女中，只有查傳訥守在金庸身邊。據倪匡爆料，“小龍女”原型不是長女查傳詩，而是金庸的小女兒查傳訥。
夏夢
有部分讀者認為小龍女的原型是一代傳奇影星夏夢。
陸小曼
傳聞金庸在創作小龍女時，是以民國年間的交際名媛陸小曼為原型。徐志摩在寫給陸小曼的情書《愛眉小札》中對她的稱呼是“愛龍”、“小龍”、“龍龍”等。
吳城小龍女
歷史上之小龍女叫吳城小龍女，是北宋時之一著名女鬼，在生時則是一名女道士。生於今日之南昌而浪跡於川蜀之間，死後在人間降魔伏妖，此金庸小說中之人物原型。故在《宋史》中之記載則為民間傳說中之神魔人物, 其著作有《江亭怨》（又名《荊州亭》）。而《江亭怨》當中吳城小龍女提及家住吳頭楚尾(「淚眼不曾晴，家在吳頭楚尾」)，而吳頭楚尾源自宋朝洪芻《耿方乘》，其中有言：「豫章之地，為吳頭楚尾。」這裡豫章代指江西，緣由其在吳地的上游，楚地的下游，因此得名。

## 影視形象

### 劇集
- 李通明：香港佳藝電視《神鵰俠侶》（1976年）
- 陳玉蓮：香港無綫電視《神鵰俠侶》（1983年），曾被金庸讚譽為最佳演繹者
- 潘迎紫：台灣中視《神鵰俠侶》（1984年）
- 李若彤：香港無綫電視《神鵰俠侶》（1995年）
- 吳倩蓮：台灣台視《神鵰俠侶》（1998年）
- 范文芳：新加坡新傳媒《神鵰俠侶》（1998年）
- 劉亦菲：中國中央電視台《神鵰俠侶》（2006年），金庸提議演繹者
- 陳妍希：中國華夏視聽、於正工作室聯合出品《神鵰俠侶》（2014年），因為圓潤的臉蛋，被網友戲稱小籠包
- 毛曉慧：中國芒果娛樂、盛夏星空傳媒聯合出品《新神鵰俠侶》（待播）

### 電影
- 南紅：《神鵰俠侶》（1960年），香港粵語長片，峨嵋電影公司
- 翁靜晶：《楊過與小龍女》（1982年），邵氏公司

### 動畫
- 王瑞芹、陸惠玲、園崎未惠配音：《神鵰俠侶》（2003年）、《神鵰俠侶II襄陽風雲》（2004年）、《神鵰俠侶III十六年之約》（2007年）

## 詞贊
無俗念 （丘處機）　　

春游浩蕩，是年年寒食，梨花時節。

白錦無紋香爛漫，玉樹瓊苞堆雪。

靜夜沉沉，浮光靄靄，領浸溶溶月。

人間天上，爛銀霞照通徹。

渾似姑射真人，天姿靈秀，意氣殊高潔。

萬蕊參差誰信道，不與群芳同列。

浩氣清英，仙才卓縈，下土難分別。

瑤台歸去，洞天方看清絕。

## 相關人物
| 杨再兴 |        |        |        |        |        |      |      |        |        |        |        |                               |        |        |        |          |          |          |          |          |          |  |  |        |        |        |        |        |        |  |  |      |      |      |      |      |      |
|        |        |        |        |        |        |      |      |        |        |        |        |                               |        |        |        |          |          |          |          |          |          |  |  |        |        |        |        |        |        |  |  |      |      |      |      |      |      |
|        |        |        |        |        |        |      |      |        |        |        |        |                               |        |        |        |          |          |          |          |          |          |  |  |        |        |        |        |        |        |  |  |      |      |      |      |      |      |
| 楊鐵心 | 楊鐵心 | 楊鐵心 | 楊鐵心 | 楊鐵心 | 楊鐵心 |      |      | 包惜弱 | 包惜弱 | 包惜弱 | 包惜弱 | 包惜弱                        | 包惜弱 |        |        | 完顏洪烈 | 完顏洪烈 | 完顏洪烈 | 完顏洪烈 | 完顏洪烈 | 完顏洪烈 |  |  |        |        |        |        |        |        |  |  |      |      |      |      |      |      |
| 楊鐵心 | 楊鐵心 | 楊鐵心 | 楊鐵心 | 楊鐵心 | 楊鐵心 |      |      | 包惜弱 | 包惜弱 | 包惜弱 | 包惜弱 | 包惜弱                        | 包惜弱 |        |        | 完顏洪烈 | 完顏洪烈 | 完顏洪烈 | 完顏洪烈 | 完顏洪烈 | 完顏洪烈 |  |  |        |        |        |        |        |        |  |  |      |      |      |      |      |      |
|        |        |        |        |        |        |      |      |        |        |        |        |                               |        |        |        |          |          |          |          |          |          |  |  |        |        |        |        |        |        |  |  |      |      |      |      |      |      |
|        |        |        |        | 楊康   | 楊康   | 楊康 | 楊康 | 楊康   | 楊康   |        |        | 穆念慈                        | 穆念慈 | 穆念慈 | 穆念慈 | 穆念慈   | 穆念慈   |          |          |          |          |  |  |        |        |        |        |        |        |  |  |      |      |      |      |      |      |
|        |        |        |        | 楊康   | 楊康   | 楊康 | 楊康 | 楊康   | 楊康   |        |        | 穆念慈                        | 穆念慈 | 穆念慈 | 穆念慈 | 穆念慈   | 穆念慈   |          |          |          |          |  |  |        |        |        |        |        |        |  |  |      |      |      |      |      |      |
|        |        |        |        |        |        |      |      |        |        |        |        |                               |        |        |        |          |          |          |          |          |          |  |  |        |        |        |        |        |        |  |  |      |      |      |      |      |      |
|        |        |        |        |        |        |      |      | 杨过   | 杨过   | 杨过   | 杨过   | 杨过                          | 杨过   |        |        | 小龍女   | 小龍女   | 小龍女   | 小龍女   | 小龍女   | 小龍女   |  |  | 耶律齐 | 耶律齐 | 耶律齐 | 耶律齐 | 耶律齐 | 耶律齐 |  |  | 郭芙 | 郭芙 | 郭芙 | 郭芙 | 郭芙 | 郭芙 |
|        |        |        |        |        |        |      |      | 杨过   | 杨过   | 杨过   | 杨过   | 杨过                          | 杨过   |        |        | 小龍女   | 小龍女   | 小龍女   | 小龍女   | 小龍女   | 小龍女   |  |  | 耶律齐 | 耶律齐 | 耶律齐 | 耶律齐 | 耶律齐 | 耶律齐 |  |  | 郭芙 | 郭芙 | 郭芙 | 郭芙 | 郭芙 | 郭芙 |
|        |        |        |        |        |        |      |      |        |        |        |        |                               |        |        |        |          |          |          |          |          |          |  |  |        |        |        |        |        |        |  |  |      |      |      |      |      |      |
|        |        |        |        |        |        |      |      |        |        |        |        |                               |        |        |        |          |          |          |          |          |          |  |  |        |        |        |        |        |        |  |  |      |      |      |      |      |      |
|        |        |        |        |        |        |      |      |        |        |        |        |                               |        |        |        |          |          |          |          |          |          |  |  |        |        |        |        |        |        |  |  |      |      |      |      |      |      |
|        |        |        |        |        |        |      |      |        |        |        |        | 黄衫女子 （應為楊過夫婦後人） |        |        |        |          |          |          |          |          |          |  |  |        |        |        |        |        |        |  |  |      |      |      |      |      |      |

## 人物關係
- 祖師婆婆：林朝英
- 師承：林朝英的丫鬟（亦是林朝英唯一的徒弟）、周伯通（非正式）
- 師姐：李莫愁
- 僕人：孫婆婆
- 夫家公婆：楊康、穆念慈
- 徒弟、丈夫：楊過
- 師侄：陸無雙、洪凌波
- 後代或傳人：黃衫女子